# Mistyka syryjska
Mistyka syryjska – specyficzny nurt w mistyce chrześcijańskiej żywy na terenach Syrii do okresu panowania arabskiego.

## Charakterystyka
Mistyka syryjska znacząco różniła się od innych nurtów w chrześcijaństwie pierwszych wieków. Znajdowała się w kręgu semickim, początkowo będąc niezależna od greckiej teologii (Afrahat). Ta, mimo własnych sformułowań, pozostała ortodoksyjna do czasów Soboru chalcedońskiego. Kościół syryjski w dużej mierze przynależał do nestorian, ale nie odbiło się to znacząco na ortodoksji mistyki syryjskiej. Ponadto ów nurt cechuje: silna uczuciowość, tajemniczość spotkania z Bogiem, zachwyt nad miłością Bożą. W dążeniu do Boga człowiek jest jednością cielesno-duchową, chociaż to duch odgrywa główną rolę w poznawaniu Boga. Mistyka jest tutaj silnie związana z ascezą oraz ruchem monastycznym i pustelniczym.

## Przedstawiciele nurtu

### Poezja mistyczna Efrema Syryjczyka
Efrem Syryjczyk (305-373) – diakon Kościoła w Nisibis, później w Edessie. Święty wyrażał swoją mistykę głównie poprzez poezję (hymny i pieśni zwane madraszami), a szczególnie w zbiorach: Hymny o wierze, Hymny o dziewictwie, Hymny o Bożym Narodzeniu. Starał się ukazać tajemnicę Trójcy Świętej posługując się teologią negatywną, chętnie stosował paradoks i symbol. Jego utwory były komponowane w celu łatwego zapamiętania (mnemotechnika), ale też pozwalały na wyrażenie śpiewem uwielbienia Boga. U Syryjczyka występuje też zachwyt nad dziełem stworzenia, które to jest Bożą Biblią. W Hymnach wiele miejsca poświęcił Matce Bożej, czcząc jej dziewictwo i zrodzenie Jezusa Syna Bożego.
Dorobek literacki Efrema wywarł wpływ na kulturę bizantyjską, twórczość Dantego oraz mistykę rosyjską.

### Afrahat Mędrzec
Afrahat (IV w.) – pisarz syryjski, zwany „Mędrcem Perskim”. Do dziś zachowały się jego 23 Rozprawy, w których dawał pouczenia synom przymierza. Mędrzec pisał dużo o praktykach ascetycznych, choć sam nie używał tego greckiego terminu. Synowie przymierza mieli brać przykład z ascetycznych ideałów (np. atlety), żyć w oddaleniu od świata, na wzór aniołów (vita angelica), w ten sposób naśladując Chrystusa. Atleta winien był naśladować Chrystusa, w pokorze uznając swoje grzechy. Brak pokory i dystansu do świata powodował utratę Ducha Świętego, tak, że asceta nie był w stanie przeciwstawić się pokusom i namiętnościom. Materia nie jest zła, także może uczestniczyć w uwielbieniu Stwórcy, ponieważ człowiek nie uniknie kontaktu z doczesnością. Choć synowie przymierza żyją w ciele, to już teraz kontemplują wieczność. Pomocą w tej nieustannej kontemplacji tajemnic Bożych ma być właśnie vita angelica. Zmartwychwstanie będzie udziałem tych, którzy naśladowali na ziemi Jezusa i uczestniczyli w Jego cierpieniach.

### Mistyka zachwycenia świętego Izaaka z Niniwy
Izaak z Niniwy (VII w.) – biskup, eremita, nestorianin, pod koniec życia mnich we wschodniosyryjskim klasztorze założonym przez Rabbana Shabura. Przynależność do Kościoła nestoriańskiego nie odbiła się na jego nauczaniu. Izaak kierował swoje pouczenia głównie do mnichów prowadzących życie półpustelnicze, jednakże bliski był mu ideał anachorety. 
Na drodze rozwoju duchowego rozróżnił trzy etapy. Pierwszy jest związany z opanowaniem namiętności i słabości ciała. W drugim etapie dusza postępuje w świecie myśli, natomiast w trzecim następuje kontemplacja, zachwycenie i działanie Ducha Świętego. Etapy nie są ściśle rozgraniczone, lecz wzajemnie się przenikają, tak, że poprzez praktyki ascetyczne możliwe jest przejście w stan zachwycenia. W nim Bóg pozostaje nadal tajemnicą, tak jak i jego odwieczne zamiary wobec stworzenia. Mowy Izaaka ukazują Boga jako miłosiernego Stwórcę, praktycznie nie pojawia się idea sądu i potępienia. Człowiek staje w milczeniu wobec Bożej miłości ogarniającej każde stworzenie i podobnie pragnie kochać dzieło Boże, a nawet współczuje stworzeniu jego marności. Pisał: 
Czym jest serce miłosierne? – jest pałaniem serca (człowieka) do całego stworzenia: do ludzi, ptaków i zwierząt, i do demonów, i do wszystkiego co istnieje.
Dla Izaaka ideałem był miłosierny asceta. Miał być łagodnym dla ludzi, żyć z każdym w przyjaźni. Mimo jedności cielesno-duchowej ciało ogranicza człowieka. Bardziej zaawansowani duchowo mnisi powinni unikać pracy, a początkujący powinni ją podejmować tylko w celu własnego utrzymania. Izaak wiele pisał po pozostawaniu w samotności na nocnych modlitwach. Zachęcał do dyscypliny w odmawianiu psalmów, czuwaniu, lektury Pisma Świętego i Ojców Kościoła. Ci, którym pozwalało na to zdrowie, mieli dużo pościć. Pustelnik ma dążyć do wewnętrznego pokoju; musi odpierać bezpośrednie ataki szatana, namiętności, myśli i rozproszenia. Pomocą są mu wytrwałość w praktyce modlitewnej i rady starszych. W ten sposób asceta jest w stanie osiągnąć stan zachwycenia Bogiem, którego udziela sam Duch Święty, jednak nie każdemu dana jest taka mistyczna droga. W tej końcowej fazie mnich wchodzi w mistyczną ciszę (modlitwę duchową), nie ma już modlitwy ustnej.
Izaak w swoich dziełach często pisał o darze łez, który wraz z pokorą zawierają wszystkie pozostałe cnoty.